# Demonio darwiniano
Un demonio darwiniano es un organismo hipotético que resultaría si no hubiera restricciones biológicas en la evolución. Dicho organismo maximizaría todos los aspectos de la aptitud física simultáneamente y existiría si no hubiera limitaciones por la variación disponible o las limitaciones fisiológicas. Lleva el nombre de Charles Darwin. Tales organismos se reproducirían directamente después de nacer, producirían infinidad de crías y vivirían indefinidamente. Aunque no existen tales organismos, los biólogos usan los Demonios Darwinianos en experimentos de pensamiento para entender diferentes estrategias de historia de vida entre diferentes organismos. 

## Otras lecturas
- Silvertown, JW (2005) Demons in Eden: The Paradox of Plant Diversity Chicago: University of Chicago Press

- Datos: Q1138692